# Nyborg Fjord
Nyborg Fjord är en vik i Danmark. Den ligger i Region Syddanmark, i den sydöstra delen av landet, söder om Nyborg vid Stora Bält.